# Ricci Hohlt
Ricci Hohlt (née en 1945 à Isenstedt) est une actrice et chanteuse allemande.

## Biographie
Elle fait une formation d'actrice à l'école de théâtre Herta Genzmer à Wiesbaden.
Elle a des engagements théâtraux, entre autres à Wiesbaden, Francfort-sur-le-Main, Cologne, Berlin et Munich. Elle joue à la comédie de Berlin, au Theater am Kurfürstendamm et à la Komödie im Bayerischen Hof. Elle participe à des productions de tournées. Son répertoire comprend principalement des boulevards, des comédies et des comédies de salon.
À la fin des années 1960, Hohlt joue de nombreux rôles au cinéma, dans des téléfilms et des séries télévisées. Elle est présente dans des films à la mode de l'érotisme des années 1970.
En plus de sa carrière d'actrice, Hohlt est aussi chanteuse de schlager. En 1974, Metronome sort son single Wer hat ihn gesehen/Frag' den Wind. En 1975, elle participe avec le titre Du pour représenter l'Allemagne au Concours Eurovision de la chanson 1975.
Hohlt est aussi présente dans le théâtre radiophonique et le livre audio. Elle enregistre principalement des livres audio dans les domaines du coaching de vie et de la planification de carrière.

## Filmographie
- 1969 : Les Orgies du comte Porno (de)
- 1969 : Sex-Business – Made in Pasing (de) (documentaire)
- 1970 : Intimità proibite di una giovane sposa
- 1972 : Friß, Pappi, friß! (TV)
- 1972 : Geschichte für 24 Stunden (TV)
- 1972 : Der Hutmacher (TV)
- 1973 : Suce pas ton pouce ! (de)
- 1982 : Zeit genug (série télévisée)
- 1987 : Wer erschoß Boro? (série télévisée)
- 1987-1991 : Inspecteur Derrick (série télévisée, quatre épisodes)
- 1989-2005 : Le Renard (série télévisée, quatre épisodes)
- 1990 : So ein Schlawiner (TV)
- 2019 : Roland Rebers Todesrevue (de)

## Source de la traduction
- (de) Cet article est partiellement ou en totalité issu de l’article de Wikipédia en allemand intitulé « Ricci Hohlt » (voir la liste des auteurs).

1. ↑  (de) « DE 1975: Jeder Ton ist wie ein Stein », sur aufrechtgehn.de (consulté le 28 juin 2020)